# Médaille Priestley

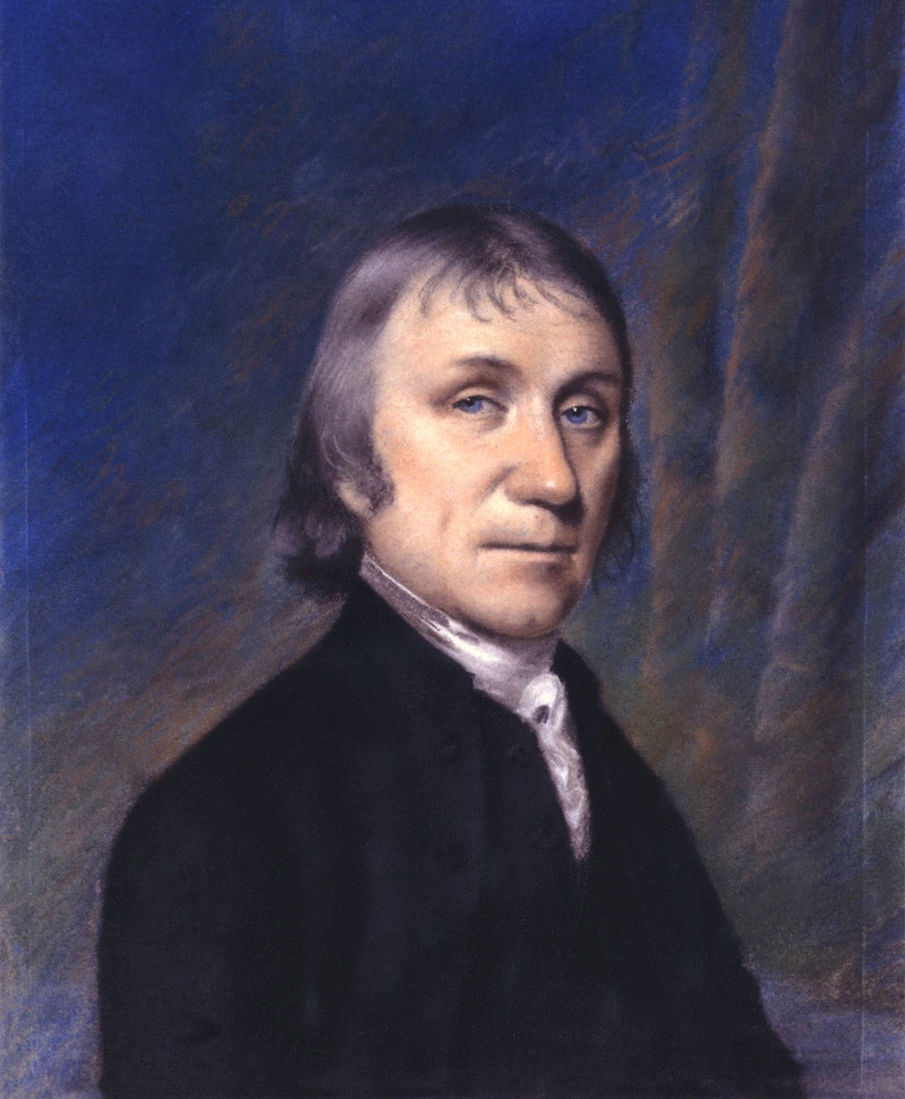
Portrait de Joseph Priestley.

La médaille Priestley est un prix scientifique décerné annuellement par l'American Chemical Society (société américaine de chimie) à des scientifiques de toutes nationalités pour récompenser des travaux dans le domaine de la chimie. Cette médaille a été créée en 1922 en mémoire de Joseph Priestley, l'un des chimistes anglais ayant découvert l'oxygène, et qui émigra aux États-Unis en 1793.

## Lauréats

### de 1923 à 1949
- 1923 Ira Remsen[1]
- 1926 Edgar Fahs Smith
- 1929 Francis P. Garvan (en)[2]
- 1932 Charles L. Parsons (de)
- 1935 William A. Noyes[3]
- 1938 Marston T. Bogert
- 1941 Thomas Midgley Jr.[4]
- 1944 James B. Conant[5]
- 1945 Ian Heilbron[6]
- 1946 Roger Adams[7]
- 1947 Warren K. Lewis[8]
- 1948 Edward R. Weidlein
- 1949 Arthur B. Lamb

### de 1950 à 1969
- 1950 Charles A. Kraus
- 1951 E. J. Crane (en)[10]
- 1952 Samuel C. Lind
- 1953 Robert Robinson[11]
- 1954 W. Albert Noyes Jr.
- 1955 Charles A. Thomas (en)
- 1956 Carl S. Marvel (en)
- 1957 Farrington Daniels
- 1958 Ernest H. Volwiler (en)
- 1959 H. I. Schlesinger
- 1960 Wallace R. Brode
- 1961 Louis P. Hammett
- 1962 Joel H. Hildebrand (en)[12]
- 1963 Peter J. W. Debye[13]
- 1964 John C. Bailar Jr.
- 1965 William J. Sparks
- 1966 William O. Baker
- 1967 Ralph Connor
- 1968 William Gould Young
- 1969 Kenneth S. Pitzer[14]

### de 1970 à 1989
- 1970 Max Tishler[15]
- 1971 Frederick Rossini
- 1972 George B. Kistiakowsky[16]
- 1973 Harold C. Urey[17]
- 1974 Paul J. Flory
- 1975 Henry Eyring
- 1976 George S. Hammond
- 1977 Henry Gilman (en)
- 1978 Melvin Calvin[18]
- 1979 Glenn T. Seaborg[19]
- 1980 Milton Harris (en)
- 1981 Herbert C. Brown
- 1982 Bryce Crawford
- 1983 Robert S. Mulliken
- 1984 Linus Pauling[20]
- 1985 Henry Taube
- 1986 Karl August Folkers
- 1987 John D. Roberts
- 1988 Frank H. Westheimer (en)[21]
- 1989 George C. Pimentel